# Lídia Larrosa i Ribell
Lídia Larrosa Ribell (Sabadell, Vallès Occidental, 1960) és una nedadora, especialitzada en proves de fons, i fotògrafa catalana.
Va desenvolupar tota la seva carrera esportiva al Club Natació Sabadell, va proclamar-se campiona de Catalunya en deu ocasions, destacant en la prova de 800 m lliures. També va aconseguir tres Campionats d'Espanya. El 1975 va batre dues vegades el rècord estatal en 800 m en piscina curta i l'any següent en 1.500 m. També va establir rècords catalans en 400 m i 800 m lliures en piscina de 25 m. Entre 2011 i 2013 va ser vocal del patronat de la fundació del CN Sabadell. Posteriorment, s'ha dedicat a la fotografia professional.

## Palmarès
Campionats de Catalunya
- 1 Campionat de Catalunya d'estiu en 200 m lliures: 1978
- 1 Campionat de Catalunya d'estiu en 400 m lliures: 1976
- 3 Campionats de Catalunya d'estiu en 800 m lliures: 1975, 1976 i 1978
- 1 Campionat de Catalunya d'estiu en 4x100 m lliures: 1976
- 1 Campionat de Catalunya d'estiu en 4x100 m estils: 1976
- 1 Campionat de Catalunya d'hivern en 400 m lliures: 1974
- 1 Campionat de Catalunya d'hivern en 800 m lliures: 1975
- 1 Campionat de Catalunya d'hivern en 4x100 m estils: 1979

Campionats d'Espanya
- 1 Campionat d'Espanya d'estiu en 400 m lliures: 1975
- 1 Campionat d'Espanya d'estiu en 4x100 m estils: 1978
- 1 Campionat d'Espanya d'hivern en 4x100 m estils: 1979